# Гірча кминолиста
Гірча кминолиста (Selinum carvifolia) — вид трав'янистих рослин родини окружкові (Apiaceae), поширений у Європі.

## Опис

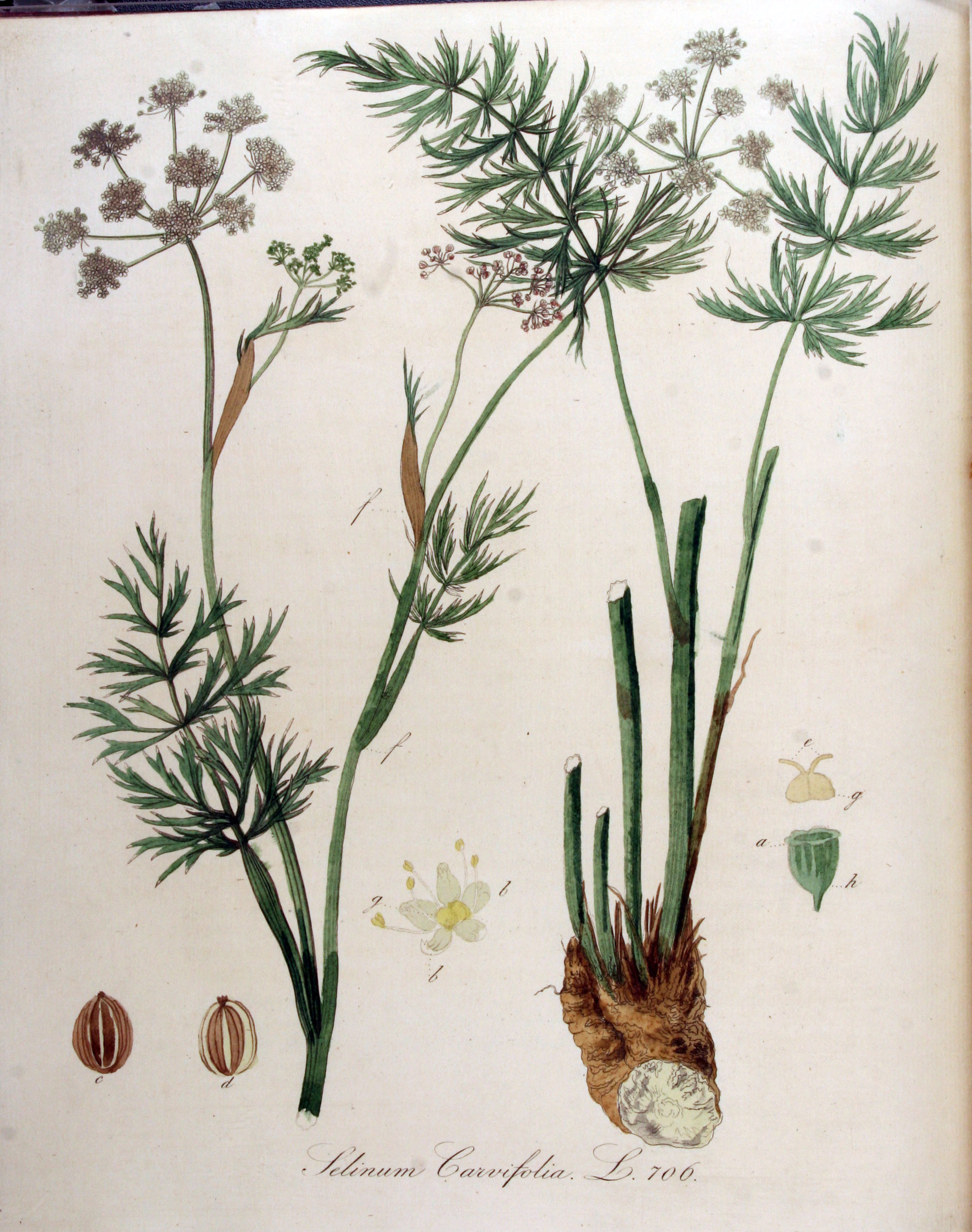
ілюстрація

Багаторічна рослина 30–100 см. Рослина гола. Стебла з гострими вузько крилатими ребрами. Листки довгасто-трикутно-яйцюваті; прикореневі й нижні стеблові — на довгих черешках, з короткими піхвами, тричі-чотири рази перисторозсічені, 10–15 см завдовжки; частки останнього порядку яйцюваті, глибоко розсічені на довгасто-лінійні кінцеві часточки, верхні листки дрібніші. Суцвіття — складний зонтик. Зонтики на верхівці стебел і гілок до 7 см в діаметрі, з 15–25 борознистими променями; обгортки немає або вона складається з 1–2 листочків, які рано опадають; обгорточки — з багатьох лінійних, на краю вузько-біло-плівчастих листочків. Віночок радіально симетричний, білий, 3–4 мм шириною; пелюсток 5, виїмкові, кінчик вигнутий всередину. Чашолистки відсутні. Тичинок 5. Плоди (2-секційні схизокарпії) широко еліптичні, з 5 крилоподібними ребрами.

## Поширення
Поширений у Європі від Португалії й о. Британія до Уралу; за іншими джерелами росте також у зх. Сибіру й Казахстані.
В Україні вид зростає на лісових галявинах, галявинах, вологих луках — у Закарпатті, Карпатах, на Поліссі та в Лісостепу б. м. звичайно; на півдні Степу рідко.